# Теорема Эренфеста
Теоре́ма Эренфе́ста (Уравнения Эренфеста) — утверждение о виде уравнений квантовой механики для средних значений наблюдаемых величин гамильтоновых систем. Эти уравнения впервые получены Паулем Эренфестом в 1927 году.
Формулировка теоремы:

В квантовой механике средние значения координат и импульсов частицы, а также силы, действующей на неё, связаны между собой уравнениями, аналогичными соответствующим уравнениям классической механики, то есть при движении частицы средние значения этих величин в квантовой механике изменяются так, как изменяются значения этих величин в классической механике.

Полная аналогия имеет место только при условии выполнения ряда требований.
Уравнение Эренфеста для среднего значения квантовой наблюдаемой гамильтоновой системы имеет вид
{\displaystyle {\frac {d}{dt}}\langle A\rangle ={\frac {1}{i\hbar }}\langle [A,H]\rangle +\left\langle {\frac {\partial A}{\partial t}}\right\rangle ,}
где {\displaystyle \ A} — квантовая наблюдаемая, {\displaystyle \ H} — оператор Гамильтона системы, угловыми скобками обозначено взятие среднего значения, а квадратные скобки обозначают коммутатор. Это уравнение может быть выведено из уравнения Гейзенберга.
В частном случае, средние значения координаты {\displaystyle \ q} и импульса {\displaystyle \ p} частицы описываются уравнениями
{\displaystyle {\frac {d}{dt}}\langle q\rangle ={\frac {1}{m}}\langle p\rangle ,}
{\displaystyle {\frac {d}{dt}}\langle p\rangle =-\left\langle {\frac {\partial U}{\partial q}}\right\rangle ,}
где {\displaystyle \ m} — масса частицы, {\displaystyle \ U(q)} — оператор потенциальной энергии частицы.
Уравнения Эренфеста для средних координат и импульсов являются квантовыми аналогами системы канонических уравнений Гамильтона и задают квантовое обобщение второго закона Ньютона.